# Mickey Walsh
Michael Anthony “Mickey” Walsh (Chorley, 13 agosto 1954) è un ex calciatore irlandese.

## Carriera

### Club
Walsh ha giocato nel Blackpool per cinque anni, dal 1973 al 1978, ha debuttato il 12 settembre contro il Fulham, e con la maglia dei Tangerines ha giocato 180 partite, segnando 72 reti.
Lasciato il Blackpool, si trasferisce, prima all'Everton e poi al QPR, ma senza fortuna.
Partito Inghilterra, si trasferisce in Portogallo, e indossa la maglia del Porto, per sei stagioni dal 1980 al 1986, con i Dragões gioca 85 partite e segna 42 reti. Vince due volte il campionato portoghese, nel 1985 e nel 1986, e una Coppa del Portogallo nel 1984; nel 1984 raggiunge la finale di Coppa delle Coppe, ma vengono sconfitti 2-1 dalla Juventus.
Chiude la carriera in Portogallo giocando prima nel Selgueiros e poi nell'Espinho.

### Nazionale
Tra il 1975 ed il 1984 ha totalizzato complessivamente 21 presenze e 3 reti con la maglia della nazionale irlandese.

## Palmarès

### Club

#### Competizioni nazionali
- Campionato portoghese: 2

Porto: 1985, 1986
- Coppa del Portogallo: 5

Porto: 1983-1984